# بيل غاي
بيل غاي (بالإنجليزية: Bill Gay)‏ هو لاعب كرة قدم أمريكية أمريكي، ولد في 12 نوفمبر 1927 في شيكاغو في الولايات المتحدة، وتوفي بنفس المكان في 8 أغسطس 2008.